# Ribord
En architecture navale, le ribord constitue les virures à la base de la coque d'un navire aussi appelé œuvres vives ou bordé de carène.
Les ribords sont situés au-dessus du galbord lorsqu'ils existent. Lorsque les ribords ne sont pas plus épais que le reste du bordage, on parle de bordé de fond.

## Étymologie
Le terme vient de l'ancien néerlandais rijbord signifiant "rang de bordage".